# Árboles singulares de España

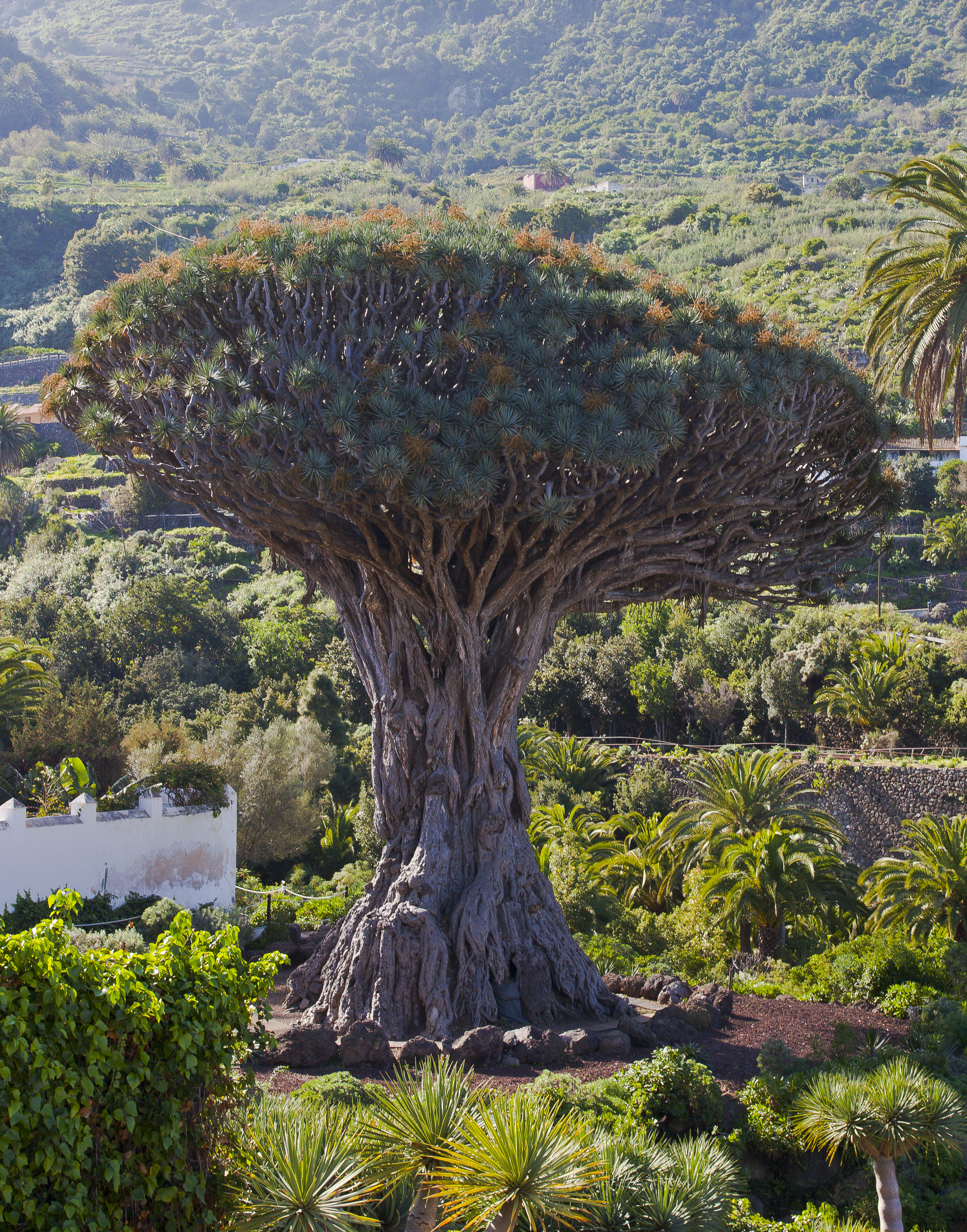
Drago de Icod de los Vinos (Tenerife)

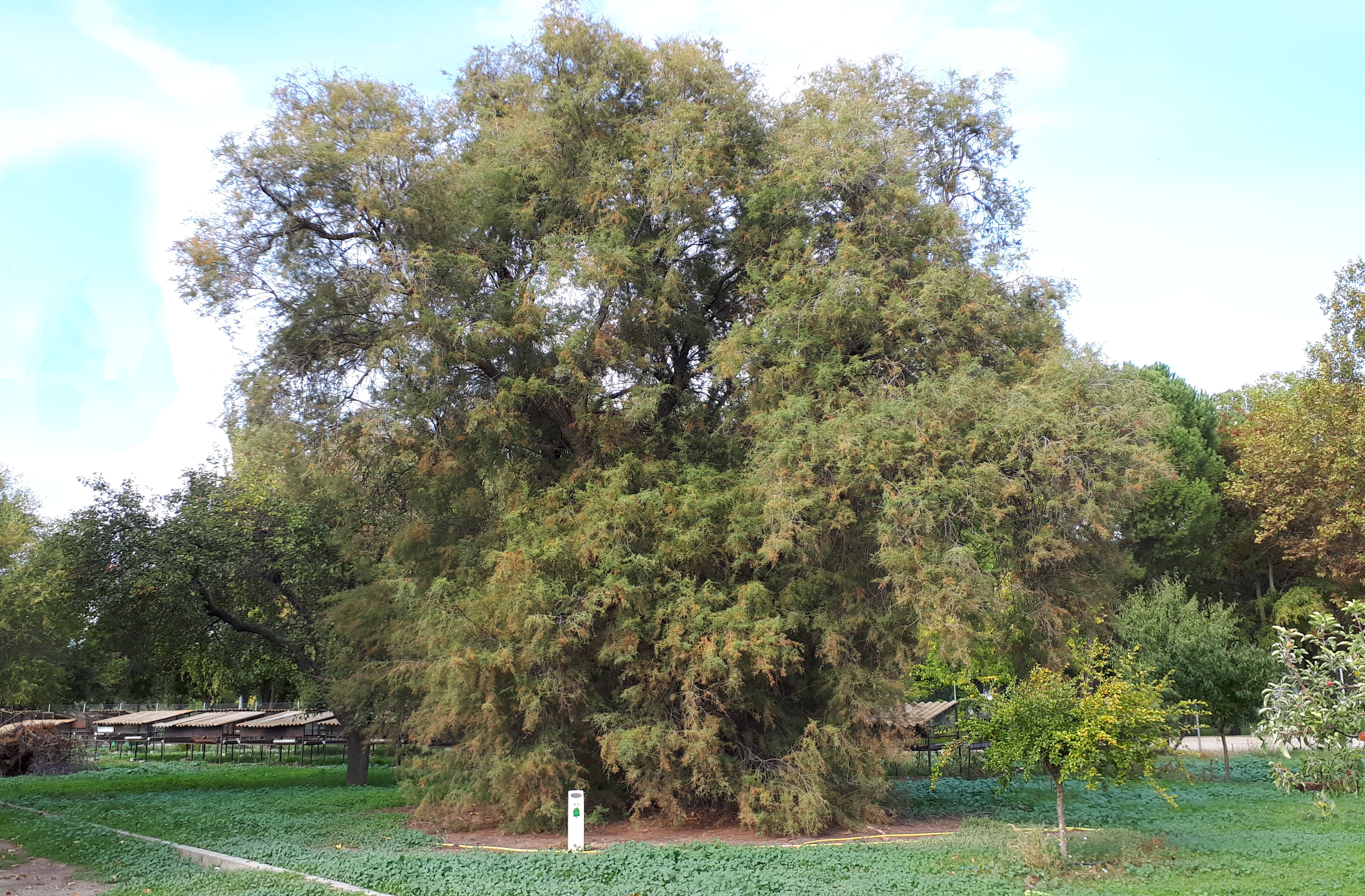
Taray del Gallo (Alcalá de Henares).

Se considera patrimonio arbóreo monumental el conjunto de árboles cuyas características botánicas de monumentalidad o circunstancias extraordinarias de edad, porte u otros tipos de acontecimientos históricos, culturales, paisajísticos, científicos, de recreo o ambientales ligados a ellos y a su legado, los haga merecedores de protección y conservación. Abarca tanto a los ejemplares aislados como a las arboledas o conjuntos que contengan varios especímenes arbóreos.
Los árboles singulares destacan por ciertas características (edad, tamaño, historia, significación cultural o rareza) que les hacen merecedores de un especial cuidado y protección, por lo que constituyen parte del patrimonio natural. Una arboleda singular es un grupo de árboles singulares, o un conjunto armonioso de árboles que por separado no alcanzarían suficiente valor.

## Normativa
A los árboles reconocidos como monumentales o declarados singulares no se les puede talar ni dañar total ni parcialmente. Se establecen zonas de protección a su alrededor, cuya extensión varía según el paisaje, las especies asociadas, los peligros potenciales y otros factores. Para cualquier clase de protección debe pedirse un permiso a la administración competente. Para los casos en que alguien daña los árboles catalogados de singulares, las leyes estipulan sanciones. 
Cuentan con leyes y catálogos Cantabria (1984), Baleares (1991), Comunidad de Madrid (1992), País Vasco (1995), Extremadura (1998), La Rioja (1999), Castilla y León (2003), Aragón (2004), Comunidad Valenciana (2006), Galicia (2007) y Región de Murcia (2016).
Los inventarios de árboles monumentales y singulares son abiertos, ya que se pueden incorporar continuamente nuevos ejemplares o eliminar los muertos.

## Listado por comunidades autónomas
| Comunidad o ciudad autónoma | Total árboles singulares | Total especies | Total municipios | Categoría en Wikimedia Commons               | Identificador Wikidata | Logotipo |
| --------------------------- | ------------------------ | -------------- | ---------------- | -------------------------------------------- | ---------------------- | -------- |
| Andalucía                   |                          |                |                  |                                              |                        |          |
| Aragón                      | 300                      |                |                  |                                              | Q74568742              |          |
| Asturias                    |                          |                |                  |                                              |                        |          |
| Baleares                    |                          |                |                  |                                              |                        |          |
| Canarias                    |                          |                |                  |                                              |                        |          |
| Cantabria                   | 214                      | 35             | 102              |                                              | Q6173766               |          |
| Castilla-La Mancha          |                          |                |                  |                                              | Q115661397             |          |
| Castilla y León             |                          |                |                  |                                              |                        |          |
| Cataluña                    |                          |                |                  |                                              |                        |          |
| Extremadura                 | 29                       |                |                  |                                              | Q16766162              |          |
| Galicia                     | 147                      |                | 78               |                                              | Q20541567              |          |
| La Rioja                    | 59                       |                |                  |                                              | Q6173768               |          |
| Madrid                      | 280                      | 56             | 68               | Árboles singulares de la Comunidad de Madrid | Q54823961              |          |
| Murcia                      | 33                       | 12             |                  |                                              |                        |          |
| Navarra                     |                          |                |                  |                                              |                        |          |
| País Vasco                  | 25                       | 12             |                  |                                              |                        |          |
| Valencia                    |                          |                |                  |                                              |                        |          |
| Ceuta                       |                          |                |                  |                                              |                        |          |
| Melilla                     |                          |                |                  |                                              |                        |          |